# Konrad von Urach
Konrad von Urach (auch Kuno; * um 1180; † 30. September 1227 vielleicht in Bari) stammte aus der Familie der Grafen von Urach und war Zisterzienserabt, Kardinalbischof und Kardinallegat in Frankreich und Deutschland.

## Leben

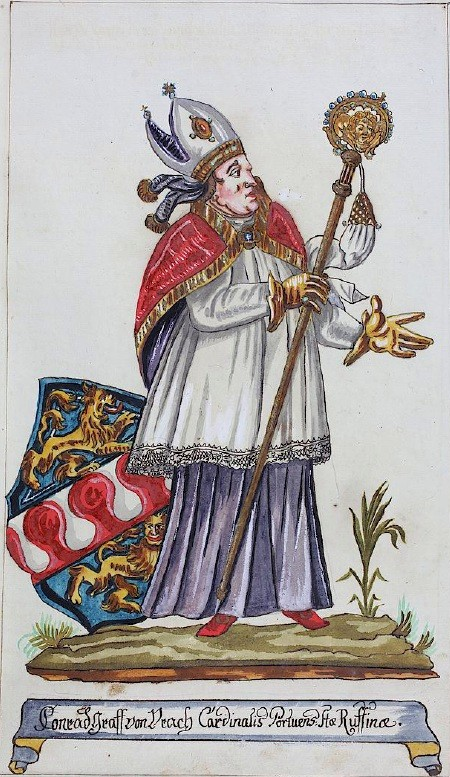
Kardinal Konrad von Urach (Darstellung aus dem Jahr 1798 in einer Adelschronik)

### Herkunft und Werdegang
Über das Geburtsjahr Konrads von Urach ist nichts bekannt; seine Eltern, Graf Egino IV. und die Zähringerin Agnes, hatten aber wohl vor 1181 geheiratet. Für Konrad, der einen Zähringernamen trug, war die geistliche Laufbahn vorgesehen, und er wurde wahrscheinlich vor 1189 als Domkanoniker an der Lütticher Kathedralkirche aufgenommen, wo Konrads Großonkel Rudolf, der Bruder des Zähringerherzogs Berthold IV. († 1186), Bischof war (1167–1191). Die Domschule vermittelte dem Jungen eine solide Ausbildung. Die Annahme, Konrad sei 1195 bereits Dekan des Domstifts geworden, wird heute allerdings angezweifelt und dürfte eine Verwechslung sein. Im Jahr 1198 verbrachte er zusammen mit seinem Bruder Berthold als Bürge für seinen Onkel Berthold V. von Zähringen eine mehrmonatige Geiselhaft in Köln, aus der sich die Neffen der Chronik des Burchard von Ursberg zufolge selbst freikaufen mussten, nachdem Berthold V. seine von den Kölnern unterstützte Thronkandidatur gegen Philipp von Schwaben zurückgezogen hatte. Beide Brüder wurden anschließend Zisterziensermönche.

### Kirchliche Laufbahn
Konrad trat 1199 in die Abtei Villers ein. Ab 1208 oder 1209 ist er in diesem Tochterkloster von Clairvaux als Abt nachweisbar. 1213 oder 1214 wechselte Konrad nach Clairvaux, wo er zum Klosterleiter gewählt worden war. Als Abt der Primarabtei mit den meisten Tochterklöstern und Nachfolger des berühmten Bernhard von Clairvaux (1090–1153), noch mehr dann ab 1217 als Abt von Cîteaux und oberster Repräsentant des Zisterzienserordens, bestimmte er wesentlich Organisation und Politik dieser weit verzweigten, europäischen Mönchsgemeinschaft. Er leitete die Generalkapitel von 1217 und 1218, bei denen es unter anderem um die Beteiligung der Mönche an der Ketzerbekämpfung in Südfrankreich ging (Albigenser). Auf seine Initiative soll der tägliche Gesang des Salve Regina in allen Klöstern des Ordens vorgeschrieben worden sein. Anfang 1219 wurde er nach erfolgreichen Verhandlungen zwischen Zisterzienserorden und Papsttum von Papst Honorius III. (1216–1227) zum Kardinalbischof von Porto und Santa Rufina kreiert und geweiht. Als Kardinal blieb Konrad seinem Orden verbunden, förderte aber auch die Dominikaner, die Frauenseelsorge und die Gründung des Magdalenerinnenordens. In den Jahren 1219, 1223/1224 und 1226/1227 hielt sich Konrad an der Kurie auf, dazwischen führten ihn Amtsgeschäfte als päpstlicher Legat nach Frankreich (1220–1223), Spanien und Deutschland (1224–1226), wo er sich im Auftrag des Papstes in der Kreuzzugwerbung betätigte, Verhandlungen führte, kirchliche Rechtsfragen entschied und Konflikte schlichtete.

### Legat in Frankreich
Die dreieinhalbjährige Legatentätigkeit Konrads in Südfrankreich fiel in eine politisch schwierige Phase des Albigenserkreuzzugs, in der die raimundinischen Grafen von Toulouse nach dem Tod des Kreuzzugsführers Simon de Montfort († 25. Juni 1218 vor Toulouse) große Teile ihres früheren Einflussbereichs zurückgewinnen und die Kreuzfahrerbarone weitgehend aus dem Languedoc vertreiben konnten. Schon bei seiner Ankunft im Frühjahr 1220 wurde Konrad in Bézier von einer aufgebrachten Menge unter Drohungen und Schlägen aus jener Stadt vertrieben, deren Bevölkerung elf Jahre zuvor vom Kreuzfahrerheer unter dem Befehl des Zisterzienserabtes Arnold Amalrich zu Tausenden ermordet worden war. Konrad hielt sich zeitweise in Carcassonne beim Vizegrafen Amauri de Montfort auf, dem ältesten Sohn und Erben Simons, und bemühte sich um Koordinierung der Aktivitäten der kirchentreuen Parteigänger. Ohne Erfolg versuchte er, die Unterstützung des französischen Königs Philipp II. August († 1223) für eine Wiederaufnahme des Kreuzzugs gegen den exkommunizierten Grafen Raimund VI. († 1222) und dessen Sohn Raimund VII. zu gewinnen. Das letzte größere militärische Unternehmen der Kreuzritter, die Belagerung von Castelnaudary, brach Amauri im Februar 1221 unter dem Eindruck des Todes seines jüngeren Bruders Guy ab, der im Spätherbst 1220 vor den Mauern der Stadt gefallen war. Gleichfalls erfolglos blieben die Planungen Konrads zum Aufbau eines am zisterziensischen Mönchsideal ausgerichteten Kreuzritterordens („Miliz Jesu Christi“) nach dem Vorbild der Templer, der die Kämpfe im Namen der Kirche weiterführen könnte. Insgesamt ist die Quellenbasis für diese Phase des Albigenserkreuzzugs lückenhaft, was die Rekonstruktion der Tätigkeiten Konrads schwierig macht. Konrad scheint mit den Diözesanbischöfen des Legationsgebietes fast immer in gutem Einvernehmen gestanden zu haben. Er nahm vereinzelt auch an militärischen Aktionen teil und soll nach dem Bericht des Caesarius von Heisterbach für den Lynchmord an einem Ketzerführer verantwortlich sein. Als Graf Raimund VII. im Herbst 1222 nach dem Tod seines Vaters Bereitschaft zeigte, sich der Kirche und der französischen Krone gegen Rückgabe seiner Länder zu unterwerfen, änderte Papst Honorius III. den bis dahin konfrontativen kirchlichen Kurs und favorisierte nun einen Friedensschluss zwischen den Häusern Montfort und Toulouse. Einem erhaltenen Reskript zufolge ließ der Papst seinem Legaten zu diesem Zeitpunkt ausdrücklich freie Hand für sehr weit reichende Entscheidungen. In dieser Lage gelang Konrad von Urach, der sich seit Sommer 1222 allerdings selbst kaum noch im eigentlichen Krisengebiet aufhielt, die Vermittlung eines kurzzeitigen Waffenstillstands im Sommer 1223, nach dessen Scheitern er sich zurück nach Rom begab und im April 1224 nach Paris reiste, um die Aussöhnung zwischen dem Papst und dem neuen französischen König Ludwig VIII. zu betreiben. Diese misslang aber zunächst und das Bündnis kam erst unter Konrads Nachfolger zustande, dem im Februar 1225 zum Frankreichlegaten ernannten italienischen Kardinal Romano di Sant′Angelo.

### Legat in Deutschland
Von Paris reiste Konrad im Sommer 1224 über Lüttich nach Köln weiter, wo er mit Erzbischof Engelbert (1216–1225) zusammentraf, dem Reichsverweser und inoffiziellen Vormund des minderjährigen staufischen Königs Heinrich (1220–1235). Im November 1224 begleitete Konrad den König und die Erzbischöfe Engelbert von Köln und Siegfried II. von Mainz zu Verhandlungen mit dem französischen König nach Toul, wo es ihm Gesandtenberichten zufolge im Einvernehmen mit Engelbert gelang, eine von Ludwig VIII. betriebene Eheschließung König Heinrichs mit einer französischen Prinzessin zu verhindern. Gerade seine Legationstätigkeit in Deutschland, deren offizieller Zweck in der Vorbereitung des kaiserlichen Kreuzzugs ins Heilige Land bestand, macht das Netzwerk aus familiären, politischen und kirchlichen Beziehungen deutlich, in dem sich Konrad bewegte. Der geografische Raum seiner Einflussnahme erstreckte sich dabei vom Niederrhein und Lothringen bis nach Südwestdeutschland, von Bayern bis nach Sachsen. Im Sommer 1224, die Familienpolitik der Grafen von Urach betreffend, kam es zu einem Vertrag zwischen Kaiser Friedrich II. und der Straßburger Kirche u. a. wegen eines ehemals zähringischen Kirchenlehens in Offenburg; der Vertrag war von Konrad vermittelt worden. Etwas später einigten sich, wahrscheinlich ebenfalls auf Vermittlung Konrads, König Heinrich und Graf Egino V. († 1236/37) wohl in Speyer hinsichtlich des Zähringererbes; der Vertrag wurde schließlich „aus Verehrung für den Kardinalbischof Konrad“ von Kaiser Friedrich II. am 8. Juli 1226 bestätigt und der wegen der Erbstreitigkeiten in Opposition stehende Egino in Gnaden aufgenommen. Auch an den Verhandlungen in den Jahren 1224 und 1225 über die Freilassung des Königs Waldemar II. von Dänemark, mit dem er über eine Verwandte seiner Mutter verschwägert war, war Konrad beteiligt. Am 8. Januar 1225 urkundete der Kardinallegat in Schaffhausen für das Kloster St. Georgen im Schwarzwald, das im Jahr zuvor abgebrannt war. Im Herbst 1225 traf sich Konrad in Sachsen mit seinem Vater Egino, um Familienangelegenheiten zu besprechen. Die verbleibende Zeit seiner Legatenmission war überschattet vom unerwarteten Tod Engelberts von Köln, der am 7. November 1225 bei Gevelsberg von mit dem Haus Berg konkurrierenden Rittern ermordet wurde. Konrad belegte den mutmaßlichen Haupttäter Friedrich von Isenberg auf einer Synode in Mainz mit dem Kirchenbann, leitete die Beisetzung des Ermordeten unter großer öffentlicher Beteiligung im Kölner Dom und setzte sich entschieden für eine strenge Verfolgung der Mörder des Reichsgubernators ein, den er wiederholt als Märtyrer charakterisierte. Sie führte schließlich zur Hinrichtung Friedrichs ein Jahr darauf im November 1226 in Köln, obwohl dieser zuvor in Rom gewesen war und beim Papst die Lösung von der kirchlichen Verurteilung erwirkt hatte. Konrad befand sich zu diesem Zeitpunkt allerdings schon wieder in Italien.
Bei den diversen Verhandlungen nicht nur in Deutschland halfen Konrad die weiträumigen verwandtschaftlichen Beziehungen der Grafen von Urach über die Zähringerin Agnes: mit den zähringischen Seitenlinien der Markgrafen von Baden, der Markgrafen von Hachberg und der Herzöge von Teck, der auch Bischof Berthold von Straßburg angehörte, mit den Herzögen von Namur, den Wittelsbachern, den Grafen von Holland, Dagsburg und Geldern, dem Erzbischof Engelbert von Köln, mit den Staufern und den französischen Königen aus der Linie der Kapetinger, in Frankreich zudem mit den Adelsgeschlechtern von Châtillon und Montfort. „In der Mehrzahl der Fälle, in denen Konrad politische Auseinandersetzungen geschlichtet hat, war er mit einer oder mit beiden Parteien verwandt.“

## Einzelnachweise

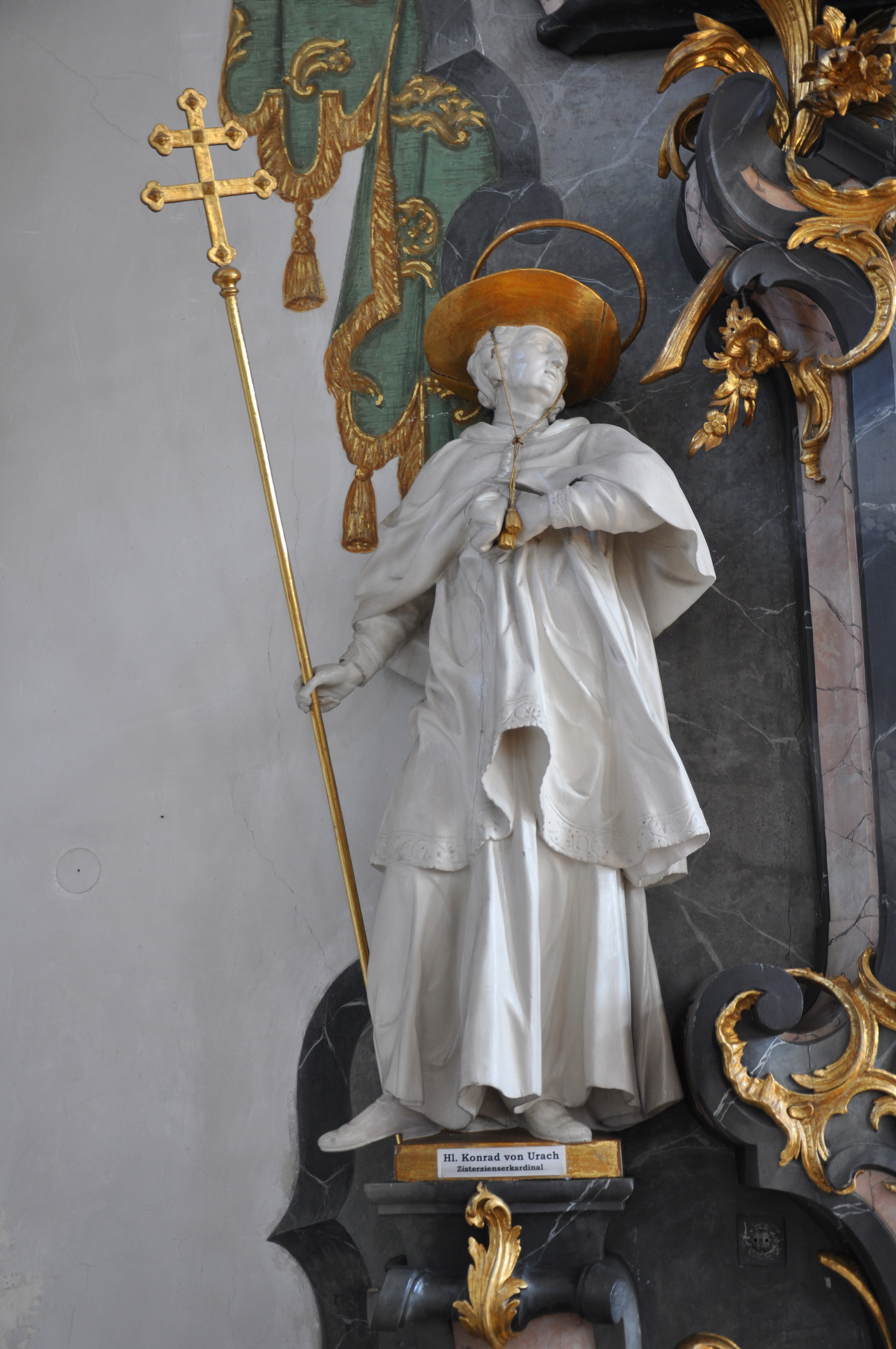
Barocke Statue des Konrad von Urach an einem Seitenaltar der Pfarrkirche St. Martin in Meßkirch

### Lebensende
Im Frühjahr 1226 war Konrads zweite Legation beendet, er kehrte nach Italien zurück, schaltete sich in die Verhandlungen mit dem lombardischen Städtebund ein (1226/27) und unterstützte die Kreuzzugsvorbereitungen des Kaisers. 1227 nahm er an der Papstwahl teil, aus der Gregor IX. (Ugolino Segni) hervorging. Dabei soll er der Vita zufolge selbst ein aussichtsreicher Kandidat für den Papstthron gewesen sein, die Wahl aber aus Bescheidenheit abgelehnt haben. Ernsthafte Wahlchancen dürfte er in der Realität nicht besessen haben, vielmehr vermutet sein Biograph, Konrad könnte eine maßgebliche Rolle bei der Organisation der Papstwahl gespielt haben und deswegen in den Chroniken genannt sein. Konrad von Urach sollte danach vermutlich als päpstlicher Legat Kaiser Friedrich II. auf dessen geplanten Kreuzzug begleiten, starb aber auf der Reise am 30. September 1227, möglicherweise bereits am Sammlungsort der Kreuzfahrer in Bari. Falko Neininger bezweifelt dies und hält eine bereits erfolgte Einschiffung in Brindisi für möglich. Michael Buhlmann hält auch für denkbar, dass Konrad dem Kaiser vorausgereist und im Heiligen Land verstorben sein könnte. Jedenfalls wurde seine Leiche nach Clairvaux überführt und dort bestattet, wie auch ein Schreiben von Konrads Bruder, Graf Egino V. von Urach und Freiburg, aus dem Jahr 1228 belegt. Vom Zisterzienserorden wird Konrad von Urach als im Rufe der Heiligkeit stehender Wundertäter (sanctitate et miraculis clarus) verehrt, sein ordensinterner Gedenktag ist der 30. September.